# Хоментово (Куявсько-Поморське воєводство)
Хоментово (пол. Chomętowo, нім. Hedwigshorst) — село в Польщі, у гміні Шубін Накельського повіту Куявсько-Поморського воєводства.
Населення — 256 осіб (2011).
У 1975-1998 роках село належало до Бидгощського воєводства.

## Демографія
Демографічна структура станом на 31 березня 2011 року:
|          | Загалом | Допрацездатний вік | Працездатний вік | Постпрацездатний вік |
| -------- | ------- | ------------------ | ---------------- | -------------------- |
| Чоловіки | 135     | 23                 | 105              | 7                    |
| Жінки    | 121     | 30                 | 67               | 24                   |
| Разом    | 256     | 53                 | 172              | 31                   |